# Atlético Torino
Der Club Atlético Torino ist ein peruanischer Fußballverein aus der Stadt Talara. Er wird auch El Taladro Norteño genannt. Größter Erfolg war der Gewinn der Vizemeisterschaft 1980.

## Geschichte

### Gründung und Amateurzeit
Atlético Torino wurde im März 1952 in Talara von Cosme Maldonado Luna, seiner Frau Adelaida Agurto und einer Gruppe junger Leute gegründet, um an den Stadtteilmeisterschaften teilzunehmen. Der Name Torino wurde zu Ehren des FC Turin aus Italien gewählt.

### Erste Erfolge und Aufstieg in die Primera División
Der Verein stieg 1952 in die erste Division der Liga von Pariñas auf und gewann mehrfach die Meisterschaft. 1970 gewann Torino seine erste Copa Perú, eine Aufstiegsrunde in den Profifußball, und stieg in die Primera División auf. Nach dem Abstieg 1973 gelang 1977 der erneute Aufstieg durch den dritten Gewinn der Copa Perú. 1980 erreichte Torino die peruanische Vizemeisterschaft und qualifizierte sich für die Copa Libertadores 1981. In der Gruppenphase schied Torino mit nur einem Punkt gegen den späteren Finalisten CD Cobreloa als Gruppenletzter aus.

### Erfolge und Abstiege
Torino kehrte 1982 nach dem Abstieg direkt wieder in die Primera División zurück, gewann die vierte Copa Perú und blieb bis 1987 in der höchsten Liga. 1994 errang der Klub seine fünfte Copa Perú, kehrte in die Primera División zurück, stieg aber 1997 wieder ab.

### Neuere Geschichte
2008 gewann Torino die Regionsmeisterschaft von Piura und spielte in der Segunda División. Seitdem kämpfte der Verein oft gegen den Abstieg und litt unter finanziellen Problemen. 2016 stieg Torino erneut in den Amateurfußball ab, kehrte aber 2022 in die Copa Perú zurück, schied jedoch früh aus. 2023 wurde Torino wegen zu hoher Schulden disqualifiziert, nachdem es Meister im Distrikt Pariñas geworden war.

## Erfolge
- Meister der Copa Perú: 1970, 1975, 1977, 1982, 1994

## Stadion
Atlético Torino trägt seine Heimspiele im Estadio Campeonísimo, das eine Kapazität von 8000 Plätzen hat, aus. Das 1977 eröffnete Stadion wurde zuletzt 2023 renoviert.

## Rivalität
Größte Rivalen für Atlético Torino sind die aus derselben Region kommenden Vereine Atlético Grau und Alianza Atlético. Alle drei Klubs vertreten Provinzen innerhalb der Region Piura. Atlético Grau liegt in der Provinz Piura, Alianza Atlético in der Provinz Sullana und Torino in der Provinz Talara.